# Nigel Richards (Offizier)
Nigel William Fairbairn Richards CB CBE (* 15. August 1945; † 21. November 2019) war ein Offizier (Generalmajor) der British Army, welcher die 4th Division kommandierte.

## Militärlaufbahn
Seine Ausbildung erhielt er in Peterhouse, Cambridge. Richards wurde 1965 zum Offizier in der Royal Artillery berufen. Er erhielt das Kommando über das 7th Regiment Royal Horse Artillery 1983 und 1989 5th Airborne Brigade. 1991 wurde er zum Director of Army Staff Duties im Verteidigungsministerium berufen. Chief of Combat Support for the Allied Rapid Reaction Corps war er 1994 während des Bosnienkrieges. Seine letzte Ernennung war die zum General Officer Commanding der 4th Division 1996. 1998 wurde er in den Ruhestand versetzt.